# 鹤山站
鹤山站是位于黑龙江省嫩江县鹤山农场的一个铁路车站，有富西铁路经过该站，距离富裕站160公里。车站建于1936年，隶属哈尔滨铁路局齐齐哈尔车务段，是四等站，不办理客货运业务。